# Stranded in Arcady
Stranded in Arcady è un film muto del 1917 diretto da Frank Hall Crane. La sceneggiatura di Philip Bartholomae si basa sull'omonimo romanzo di Francis Lynde pubblicato a New York nel 1917.

## Trama
Lucy Millington e Donald Prime sono rapiti e tenuti prigionieri nei selvaggi boschi di Arcadia da alcuni avventurieri che cercano di mettere le mani sulle loro eredità. Lucy è una ragazza indipendente che si ritiene superiore agli uomini, Donald è un romanziere che, invece, si ritiene un'autorità in campo femminile. Scappando insieme e affrontando tutta una serie di avventure, i due impareranno a rispettarsi e finiranno per innamorarsi l'uno dell'altra. In più, riusciranno a sventare il piano dei loro nemici, rivendicando in tempo la loro eredità.

## Produzione
Il film fu prodotto dall'Astra Film.

## Distribuzione
Distribuito dalla Pathé Exchange, uscì nelle sale cinematografiche statunitensi il 14 ottobre 1917. Il copyright del film, richiesto dalla Pathé Exchange, Inc., fu registrato il 19 ottobre 1917 con il numero LU11585.
Copia completa della pellicola si trova conservata negli archivi della Lobster Films di Parigi.